# Аркадий Северни
Арка̀дий Дмѝтриевич Сѐверни (с истинска фамилия Звѐздин) (на руски: Арка́дий Дми́триевич Се́верный; Зве́здин) е популярен руски певец. Въпреки че е игнориран от официалните съветски медии, той постига статут на поп звезда със своите „криминални песни“. По време на кратката си кариера през 70-те години на XX век Северни интерпретира повече от хиляда произведения. Повечето от записите са направени в ъндърграунд-сесии, предимно в ресторанти или в апартаменти.

## Живот и кариера

### 1939 - 1972: Младост, учение, бохемски живот и работа
Аркадий Звездин е роден на 12 март 1939 г. в Иваново, град близо до Москва. Израства в сравнително заможно семейство. Бащата, Димитрий Звездин, работи в администрацията на железниците и печели сравнително добре. Майката Елена се грижи за петте деца и от време на време работи като рентгенолог. Противно на слуховете, които се разпространяват по-късно, че певецът е бил хулиган и неудачник, детството и юношеството му минават нормално. Юношата изживява ентусиазма си към песните чрез китарата и случайни певчески изпълнения на фестивали. Друга черта, която е очевидна от ранна възраст, е способността му да запаметява и запомня множество песни.
След като завършва гимназия, Аркадий Северни се премества в Ленинград. През 1959 г. започва да учи в Лесотехническия университет „С. М. Киров“. Като студент той не само използва свободите, свързани със студентския живот, а поема и новите културни влияния. Периодът на размразяване от началото на 60-те години на XX век предизвика оптимизъм в културната сфера. Наред с джаза, който е маргинализиран по време на епохата на Сталин и сега изживява ренесанс, нови, по-бляскави развлекателни звезди си създават име – като певиците Едита Пиеха и Мая Кристалинска, които артистично комбинират елементи от френската нова вълна. В същото време се разпространява неофициална младежка култура, която е силно атакувана от съветските медии и се основава на западната мода и феномени като британските модове. Представянето на Северни в университета на моменти се влошава значително. В свободното си време той участва в аматьорски театрални постановки. Пише и свои собствени песни – пиеси, базирани предимно на стила на популярни американски джаз изпълнители като Луис Армстронг.
През лятото на 1962 г. Аркади Северни среща продуцента Рудолф Фукс. Според по-късни изявления на Фукс, Северни специално е търсил контакт с него и го е посетил в апартамента му. Фукс, който сам свири на китара, пише музика и също така работи като колекционер на плочи и дилър на черния пазар и известен, доказал се като зает, понякога хитър организатор с талант за импровизация. Първите записи са направени през 1963 г. По това време Северни действа за първи път под по-късното си сценично име Северни. Сътрудничеството с Фукс първоначално приключи внезапно. Причините за раздялата са неясни. Едно възможно обяснение, смятано за правдоподобно от автора Ули Хуфен, е, че подземният бизнес на Северни е станал твърде деликатен и той не иска да застрашава обучението си. Фукс е арестуван през 1965 г. и осъден на пет години затвор за спекулации и фалшификации (като част от амнистия обаче е освободен преждевременно през 1967 г.). Северни се отказва от музиката за известно време и завършва обучението си. Тема на дипломната му работа е „Организация на транспорта на бичен дървен материал“. През 1965 г. заема позиция като инженер в администрацията на компания за износ на дървен материал в пристанището на Ленинград . През 1968 г., на почти тридесетгодишна възраст, Северни е призован на военна служба. Завършва двегодишната си служба като лейтенант в хеликоптерния полк, дислоциран в района на Ленинград. През 1969 г. се жени за лекарката Валентина. През юни 1971 г. им се ражда дъщеря Наташа.

### 1972 до 1975: Подземна легенда от Ленинград
Решаваща стъпка по пътя към ъндърграунд шансон и повторната среща с продуцента Рудолф Фукс. Междувременно Фукс си намира работа като инженер и продължава да дублира музикални записи отстрани. Ули Хуфен, журналист и автор на книга за историята на руския шансон, публикувана през 2010 г., обобщава решението, което Аркадий Северни взема през 1972 г. със следните думи: „Ако Звесдин-Северни беше останал в износа на дървен материал, той почти сигурно щеше да продължи бъди жив днес. Но той не го направи.“ През следващите месеци Аркади Северни се концентрира все повече върху кариерата си на певец. Първият продукт от сътрудничеството Северни-Фукс е албум, чието съдържание се основаваше на фиктивно, предполагаемо излъчено и базирано радио шоу. Стилово двамата пленяват с „Криминални песни“ – особен руски вариант на шансона, възникнал по Черноморието през 20-те години на XX век и радващ се на трайна популярност в неформалния сектор на съветското общество. От този момент нататък Северни работи постоянно под псевдонима Severny (= руски за „северния“) – уникална точка за продажба, която подчертава неговия произход от северната част на Русия.
Заедно с Фукс, Северни прави серия от записи, които скоро намират широко разпространение. Сесиите под егидата на Фукс не само вдигат популярността на неизвестния дотогава певец. Освен това предизвикват ренесанс на полулегалния, в най-добрия случай толериран жанр криминални песни. Записните сесии, публикувани под заглавието Musikalische Feuilletons, се провеждат предимно в частни апартаменти и малки зали, пред подбрана публика от 10 до 20 приятели и познати. В музикално отношение Северни свири предимно сам с китара. Песенният материал варира от хитове от ерата на Неп-а до естрадата – заглавия на криминални песни. Репертоарът от записи на фейлетони включва известни мошенически шансони като „Гоп-со-смыком“ (за която се казва, че е една от любимите песни на Сталин), На „Арсенальной улизе“ (химн на Ленинградския затвор „Крести“) и популярното парче На дерибасовской – танго мелодия, първоначално записана под името El Choclo и популяризирана на Запад от Луис Армстронг под заглавието Kiss of Fire.
Бизнес моделът на Фукс се основава на записи на касети. За да постигне по-широка база от доходи, Фукс също продава разрешението за запис на концертите на други заинтересовани страни. Като правило Северни получава от 500 до 600 рубли за изпълненията си. Лентите достигат до крайния потребител в копирана и размножена форма – сравнима с копията на западната поп и рок музика, например от групи като Led Zeppelin и Pink Floyd, които по подобен начин се разпространяват на черния пазар. Маркетингово Фукс залага на целенасочено преувеличаване и митологизиране на своето протеже. Средствата за това са отчасти силно преувеличени, отчасти измислени истории за предполагаемата биография на певеца. През 1974 г. той събира Северни с друг ленинградски ъндърграунд продуцент: Сергей Маклаков. Фукс и Маклаков сега организират записващи сесии, понякога работещи заедно, понякога състезаващи се помежду си. Като нов елемент и двамата целенасочено прокарват записи с подгряващи групи. Фукс специално наема сесийни музиканти от ресторантьорската и джаз музикалната сцена – включително пианиста Саша Резник и цигуларя Семьон Лахман. В замяна Маклаков успява да спечели професионално джаз комбо за записите с Братя Жемчужиние. С последния Северни записва 32 албума на ленти до смъртта си през 1980 г.
От музикална гледна точка, двата записани албума, които Северни продуцира през февруари 1975 г. с Фукс и в края на април 1975 г. с Маклаков (всеки със съответните придружаващи комбота), се считат за акценти в работата му. От една страна, репертоарът включва нови записи на пиеси, които вече са публикувани като част от „Музикалните фейлетони“ – например „Анаша“, добре известна песен на Северни, която се отнася до практиката на консумация на хашиш – която също е широко разпространена в Съветския съюз. Друга песен от този период е лагерната балада „Раз в Ростов-на-Дон“. Пиесата „Чьорная мол“ пък разказва за живота на една парижка проститутка. И в по-късни пиеси Северни демонстрира както чувство за трагизъм, така и хаплив, фин хумор – например в заглавието „Ресчили два верьова“ от 1978 г., което е за неуспешно отвличане на самолет. Докато полицията и пилотите предполагат, че самолетът ще бъде отвлечен в Израел, похитителите искат само принудително кацане в автономните еврейски региони в рамките на Съветския съюз.

### 1975 до 1980: Одеса, Москва, краят
През осемте години от кариерата си като певец, Северни преживя изключително продуктивна кариера, макар и засенчена от лични неуспехи, трагедии и нарастваща алкохолна зависимост. Неговата продукция от записи е огромна; до 1980 г. се казва, че певецът е записал около 1000 песни и 100 различни записа. Една от последиците от голямото търсене е непрекъснатата смяна на производителите. Това е придружено от силно вариращо качество на записите. В книгата си за жанра журналистът Хуфен допуска, че животът на Северни в ъндърграунда е възможен само защото той и продуцентите му са били за защита ползвани от официалните органи. Самият начин на работа на Северни – постоянният цикъл от записи, репетиции и пътувания, свързани с дейността – придобива все повече и повече маниакални черти. В допълнение, има все по-прекомерна консумация на алкохол. Бракът с Валентина завършва с развод през 1974 г.; Горе-долу по същото време Северни се отказва от работата си в износа на дървен материал, за да се посвети изцяло на музиката. В сравнение със средния съветски доход, печелейки над средното, Северни води съществуването на номадски художник и бохем. Без валиден паспорти без регистрация, основно отсяда при приятели. През лятото на 1975 г. изчезва от сцената за половин година. През есента на 1975 г. се забърква със София Калялина – жена, която среща, когато се мести. Вторият брак завършва с развод през следващата година.
Въпреки или поради личната свръх експлоатация, Северни произвежда албуми на ленти почти всеки месец. През пролетта на 1977 г. приема покана за черноморския мегаполис Одеса . Там той работи с двамата продуценти Станислав Йерусланов и Владислав Козишевски. През лятото на 1977 г. Аркадий Северни преминава рехабилитация в Москва. Певецът се въздържа от алкохол до края на лятото на 1978 г. – промяна, която бързо предизвика слуха, че Северни, подобно на известния певец и автор на песни Владимир Висоцки, вече е преминал към хероин и морфин. През есента на 1977 г. Аркади Северни се жени за жена от Молдованката Зинаида Костаденова – според различни източници дъщеря на български дипломат или обикновен рицар на късмета. Бракът на Северни със Зинаида обаче продължава само година. Авторът Ули Хуфен отбелязва лаконично: „Дали Северни е започнал да пие отново след едногодишно въздържание, защото жена му го е напуснала, или Зинаида го е напуснала, защото е пиел отново – не знаем“.
Самият Северни е в зенита на славата си през 1977/1978. Касети с неговите албуми вече се продават в целия Съветски съюз. Самият певец все по-често се движи напред-назад между Одеса и Ленинград. Банкрутирал и белязан от изтощителния си живот, той се завръща в Ленинград през 1979 г. Тук той се среща за последен път с Фукс, който се подготвя за заминаването си за САЩ. Рудолф Фукс описва ситуацията по това време пред журналиста Ули Хуфен по следния начин: „Мислех да заведа Северни в чужбина. Но за това ще имате фиктивен брак трябва да се организират. След това, когато приготвих нещо, той изчезна за малко, пиян. Исках да го взема с мен, защото видях, че умира. (...) Точно така се случи“.
През последния етап от живота си Северни пътува между полюсите Ленинград, Одеса и Москва. Прекарва периода от септември 1979 г. до февруари 1980 г. в Москва. Икономически московският период е може би най-успешният. Условията за представяне в столицата обаче се различават значително от предишните. Преди това фокусът е върху звукозаписните сесии, но изпълненията в Москва са ресторантски концерти за избрана публика, която плаща вход за певеца от 50 до 100 рубли. От една страна, Северни не печели почти нищо по време на престоя си в Москва. Творчески и физически обаче той е развалина. Ограбван на няколко пъти и експлоатиран от местните организатори на концерти, той трудно оцелява в тежкия бизнес на московския полусвят. Освен това градската милиция е насочена към сцената. Един от организаторите на Северни, например, е арестуван през март 1980 г. и осъден на 6 години лагер за незаконно частно предприемачество. Самият Северни записва последен албум на касета на 24 февруари 1980 г. в Ленинград. На 11 април 1980 г., след седмица прекомерни купони, Северни припада и почива – на 41 години – същата нощ в болница.

## Музика и прием
От гледна точка на продукцията творчеството на Аркадий Северни може да бъде разделено на четири фази: ранните записи за Фукс през 60-те години на миналия век, албумите на ленти като част от Musikalische Feuilletons, в които Северни се появява предимно само с китара, комбинираните записи за Фукс и Маклаков в средата на 70-те години в Ленинград и накрая по-късните записи до смъртта му. Стилистично Аркади Северни покрива широк спектър. Основата обаче е класическият репертоар от руски криминални песни. На Запад жанрът често се свързва с руските банди от полусвета, така наречените крадци в „закона“ на казахите. По отношение на културата и социалната история обаче, като специална форма на градски фолклор, той се радва на приемане и популярност сред широки слоеве от населението и, подобно на френския шансон или американската кънтри музика, непрекъснато се доразвива от настоящи изпълнители. Този репертоар е допълнен от случайни композиции от продуценти като Рудолф Фукс. Фукс характеризира комбо записите от 1974 г. и след това, които са силно повлияни от джаз стила на свирене, с термина блат джаз – като джазова, понякога анархична разновидност на традиционните одески шансони.
В рецепцията Аркадий Северни често се сравнява с автора на песни и шансониера Владимир Висоцки. И двамата са приблизително на една и съща възраст, и двамата почиват в една и съща година на 40-годишна възраст, и двамата не са много различни стилистично и двамата звучат подобно грубо вокално. Авторът Ули Хуфен сравнява Северни както с Висоцки, така и със съветската джаз легенда Леонид Утьосов. Различията от негова гледна точка: докато артистът Утьосов придава на материала на криминалните песни известна лекота, Висоцки залага на добре дозиран патос. Северни, от друга страна, има таланта да се свърже със съдържанието на своите песни и така да постигне уникална автентичност. В допълнение, представянето му в преработката на съществуващия репертоар е сравнимо с това на ранния Боб Дилън за американски фолклорни песни. По отношение на резюмето и личната трагедия, Хуфен сравнява резюмето на Северни с това на американския певец и автор на песни Таунс ван Занд.
В днешната музикална сцена на ОНД Аркадий Северни е по-скоро случай за ентусиасти, отколкото за масите. Отварянето на желязната завеса и интернет обаче осигуряват безпрепятственото разпространение на музиката му. Малкият лейбъл Kismet Records вече издава винилови плочи със записи на Северни през 80-те и 90-те години. Той се основава на записите, които продуцентът Рудолф Фукс е донесъл в САЩ. Качеството на звука варира; тъй като някои от записите са налични само в моно качество. Самият Фукс по-късно публикува книга за жанра, в която той също отдава почит на Висоцкий и други интерпретатори на жанра блат, заедно със Северни.
Интересът към съветската ъндърграунд звезда днес приема различни форми. От 1996 г. в Санкт Петербург се провежда ежегоден възпоменателен фестивал с музиканти от страната и световната руска диаспора. Родното място на Северни, Иваново, сега почита певицата със скулптура, открита през 2010 г. По-млади банди сега също отразяват творчеството и стила на Северни – като австралийската формация Vulgar Grad или групата La Minor от Санкт Петербург. Освен това има редица страници на Северни в Интернет, както и файлове за изтегляне от портали, които предлагат записи под формата на MP3 файлове (вижте раздела „Уеб връзки“).

## Избрана дискография
Оригиналните компилации от албуми на Северни са трудни за намиране под формата на звукозаписи. Аудио дискове с различни компилации от заглавия и някои компилации са налични в магазините и на платформите за разпространение. Ситуацията е подобна при комерсиално разпространените компилации за изтегляне. Освен това има множество свободно достъпни записи, които циркулират в интернет – например под формата на клип във видео платформата YouTube . Гамата от платформи за изтегляне на руска музика е също толкова разнообразна. Следният списък съдържа компилациите, предлагани в iTunes Music Store през 2013 г.
- W Odessa Kabachke (1994)
- Kodak Kart (1994)
- My Chmel'Naja Molodost' (1995)
- Budet Wan I Nebo Blueboe (1995)
- Rodilsja Ja W Odesse (1995)
- Wernulsja Ja W Odessu (1996)
- Sdrawstwuite, My Pochtenie! (1996)
- Tak Natschinalsja Arkadi Sewerny (1997)
- Wospominanija O Staroi Odessa I ... (1997)
- 20 най-добри песни. Аркадий Северний (2001)